# Moiry VD
| VD ist das Kürzel für den Kanton Waadt in der Schweiz. Es wird verwendet, um Verwechslungen mit anderen Einträgen des Namens Moiry zu vermeiden. |

Moiry ist eine politische Gemeinde im Distrikt Morges des Kantons Waadt in der Schweiz.

## Geographie
Moiry liegt auf 625 m ü. M., 16 km nördlich der Bezirkshauptstadt Morges (Luftlinie). Das Haufendorf erstreckt sich an einem nach Südosten geneigten Hang, am Jurasüdfuss, über dem Tal der oberen Venoge, im Waadtländer Mittelland.
Die Fläche des 6,7 km² grossen Gemeindegebiets umfasst einen Abschnitt am Jurasüdfuss. Die südöstliche Grenze verläuft entlang der Venoge, die hier in einem Tal parallel zum Jura fliesst. Von der Venoge erstreckt sich der Gemeindeboden nach Nordwesten über die Terrasse von Moiry und an den unteren Jurasüdhang. Dieser ist von ausgedehnten Waldgebieten bestanden (Bois Joly, Bois de Moiry und Bois Collard). Der höchste Punkt von Moiry wird mit 750 m ü. M. bei der Pierre Pouilleuse, einem erratischen Block, erreicht. Von der Gemeindefläche entfielen 1997 3 % auf Siedlungen, 56 % auf Wald und Gehölze und 41 % auf Landwirtschaft.
Zu Moiry gehören einige Einzelhöfe. Nachbargemeinden von Moiry sind Ferreyres, Chevilly, La Chaux (Cossonay), Cuarnens, Mont-la-Ville, La Praz, Romainmôtier-Envy und eine Exklave von Croy.

## Bevölkerung
Mit 296 Einwohnern (Stand 31. Dezember 2023) gehört Moiry zu den kleinen Gemeinden des Kantons Waadt. Von den Bewohnern sind 94,6 % französischsprachig, 2,5 % deutschsprachig und 1,0 % italienischsprachig (Stand 2000). Die Bevölkerungszahl von Moiry belief sich 1900 auf 219 Einwohner. Nachdem die Bevölkerung bis 1960 auf 147 Personen abgenommen hatte, wurde wieder eine deutliche Bevölkerungszunahme beobachtet.

## Wirtschaft
Moiry war bis in die zweite Hälfte des 20. Jahrhunderts ein vorwiegend durch die Landwirtschaft geprägtes Dorf. Noch heute haben der Ackerbau und die Viehzucht eine wichtige Bedeutung in der Erwerbsstruktur der Bevölkerung. Weitere Arbeitsplätze sind im lokalen Kleingewerbe (darunter ein Betrieb der Holzverarbeitung) und im Dienstleistungssektor vorhanden. In den letzten Jahrzehnten hat sich das Dorf auch zu einer Wohngemeinde entwickelt. Viele Erwerbstätige sind deshalb Wegpendler, die hauptsächlich in der Umgebung von La Sarraz und Cossonay arbeiten.

## Verkehr
Die Gemeinde liegt abseits grösserer Durchgangsstrassen an einer Verbindungsstrasse von La Sarraz nach L’Isle. Durch einen Postautokurs, der von La Sarraz nach L’Isle verkehrt, ist Moiry an das Netz des öffentlichen Verkehrs angeschlossen.

## Geschichte

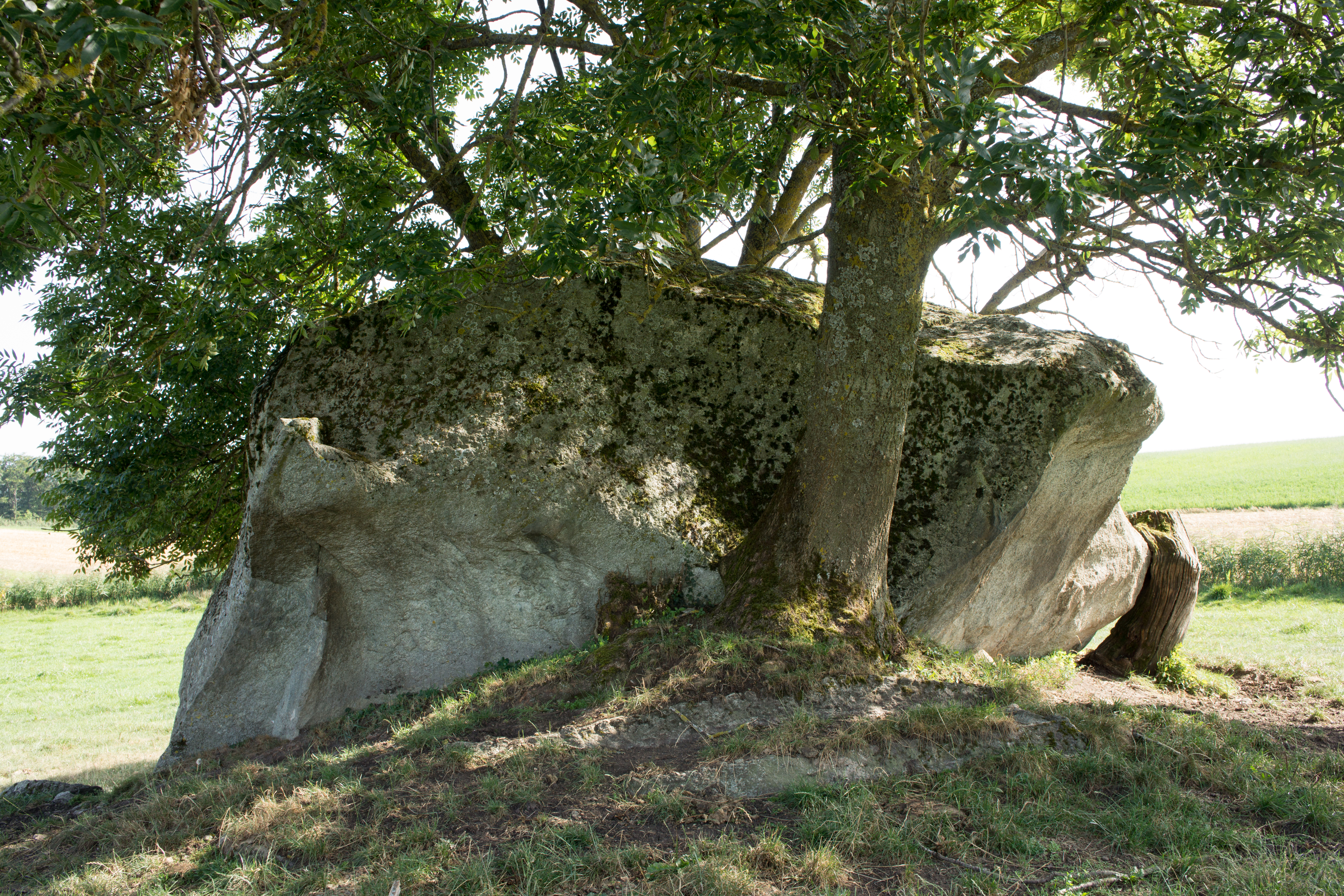
Der große Stein von Moiry

Auf dem Gemeindegebiet von Moiry gab es während der Römerzeit mehrere Eisenschmelzöfen. Die erste urkundliche Erwähnung des Ortes erfolgte im 11. Jahrhundert unter den Namen Villa Mauriaco und Moriaco. Später erschienen die Bezeichnungen Moriei (1011), Moiriacum (1049), Moirie (1219), Moërier (1264), Moyrie (1269), Moirey (1325), Muerye (1345), Muerier (1368), danach Moeyrier und erst im 18. Jahrhundert Moiry. Der Ortsname geht auf das lateinische Wort Moriecus (Dorf der Mauren) zurück, was darauf hinweist, dass sich hier einmal Mauren niedergelassen haben.
Im Mittelalter hatte das Kloster Romainmôtier reichen Grundbesitz in Moiry. Das Dorf gehörte zur Herrschaft La Sarraz. Mit der Eroberung der Waadt durch Bern im Jahr 1536 kam Moiry unter die Verwaltung der Vogtei Romainmôtier. Nach dem Zusammenbruch des Ancien Régime gehörte das Dorf von 1798 bis 1803 während der Helvetik zum Kanton Léman, der anschliessend mit der Inkraftsetzung der Mediationsverfassung im Kanton Waadt aufging. 1798 wurde es dem Bezirk Cossonay zugeteilt.

## Sehenswürdigkeiten
Moiry besitzt eine kleine Kirche und einige charakteristische Bauernhäuser aus dem 17. bis 19. Jahrhundert.